# Associazione Nazionale Donne Rurali e Indigene
L'Associazione Nazionale Donne Rurali e Indigene (Asociación Nacional de Mujeres Rurales e Indígenas, ANAMURI nell’acronimo spagnolo) è un'organizzazione cilena no profit e autonoma formata esclusivamente da donne. L'ANAMURI fu fondata nel 1998 a Buin, ha sede a Santiago del Cile e nel 2016 contava con più di 6800 socie. L'associazione forma parte del Coordinamento Latinoamericano delle Organizzazioni Rurali e della rete internazionale Via Campesina.
La missione dell'associazione è organizzare e promuovere lo sviluppo delle donne rurali e indigene del Cile. L'ANMURI lotta per i diritti delle donne e dei popoli, contro la violenza dello Stato, del patriarcato e del capitalismo. L'associazione è impegnata in progetti agricoli che promuovono la sovranità alimentare, i semi autoctoni, l'agro-ecologia e il diritto alla terra; difende la terra e l'acqua come beni comuni e lotta per impedire l'entrata in vigore del Trattato transpacifico.

## Storia
L'Associazione Nazionale delle Donne Rurali e Indigene fu fondata il 13 giugno 1998 a Buin.
Dal 2018 l'ANAMURI è presente nelle regioni cilene che vanno da Arica (Arica e Parinacota) a Coyhaique (Aysén) e vi partecipano le donne indigene Aymara, Colla, Diaguita e Mapuche di tutto il paese.
Francisca Rodríguez è l'attuale presidentessa dell’associazione, di cui è attivista da 22 anni.

## Missione
La missione dell'ANAMURI è organizzare e promuovere lo sviluppo delle donne rurali e indigene del Cile, tenendo in conto la loro diversità culturale, lavorativa, sociale ed economica. L'associazione promuove relazioni egualitarie (di genere, etnia e classe) in un ambiente di rispetto tra persone e natura. Le donne dell'ANAMURI, agglutinando e coordinando le domande e gli interessi delle donne rurali a livello nazionale, combattono per la sovranità alimentare dei popoli. In più, rendono visibile il ruolo fondamentale che, fin dai tempi antichi, le donne hanno avuto nella produzione agricola.